# Martha Wells
Martha Wells (ur. 1 września 1964 w Fort Worth) – amerykańska pisarka, autorka powieści i opowiadań z gatunku fantasy i science fiction, laureatka nagród Nebula, Hugo i Locusa.

## Życiorys
Urodziła się, wychowała i do dziś mieszka w Teksasie. Studiowała antropologię na A&M University w Teksasie. Od czasów studenckich była zaangażowana działalność fandomu (m.in. była przewodniczącą konwentu AggieCon 17). Po studiach pracowała jako programistka. 
Jej debiutem była powieść fantasy Żywioł Ognia (1993). Potem opublikowała kilka powieści fantasy oraz dwie powieści SF osadzone w świecie serialu TV Stargate Atlantis. W ostatnich latach koncentruje się na serii Pamiętniki Mordbota.
W 2022 r. została członkiem Texas Literary Hall of Fame.

## Życie prywatne
Ma starszą siostrę. Mieszka wraz z mężem w College Station w Teksasie.

## Twórczość

### Cykl Ile-Rien
Według chronologii wydarzeń, a nie publikacji:
- The Potter's Daughter (opowiadanie, 2006)
- Żywioł Ognia (The Element of Fire, 1993, ISBN 83-7120-497-3; wyd. polskie Poznań 1998, ISBN 83-7120-497-3)
- Śmierć nekromanty (The Death of the Necromancer, 1998, ISBN 0-380-97334-0, wyd. polskie Warszawa 2002, ISBN 83-89004-24-0)
- Trylogia Upadek Ile-Rien (Fall of Ile-Rien)
  - Łowcy czarnoksiężników (The Wizard Hunters, 2003, ISBN 0-380-97788-5, wyd. polskie Warszawa 2004, ISBN 83-89004-57-7)
  - Powietrzne okręty (The Ships of Air, 2004, ISBN 0-380-97789-3, wyd. polskie Warszawa 2006, ISBN 83-7480-017-8)
  - The Gate of Gods (2005, ISBN 0-380-97790-7)

### Powieści i opowiadania ze świataStargate
- Reliquary (2006, powieść ze świata Stargate Atlantis, ISBN 0-9547343-7-8)
- Entanglement (2007, powieść ze świata Stargate Atlantis, ISBN 1-905586-03-5)
- Archaeology 101 (2006, opowiadanie ze świata Stargate SG-1, Stargate Magazine)

### Inne powieści fantasy
- City of Bones (1995, ISBN 0-312-85686-5)
- Wheel of the Infinite (2000, ISBN 0-380-97335-9)
- The Cloud Roads (2011, ISBN 978-1-59780-216-1)
- Wiedźmi król (Witch King 2023, ISBN 978-1-250-82679-4)

### Powieści i opowiadania z cykluPamiętniki Mordbota
- Wszystkie wskaźniki czerwone (All Systems Red 2017; wyd. pol. Wydawnictwo Mag 2023, współwydane z Sztuczny stan), Nebula 2017, Hugo 2018
- Sztuczny stan (Artificial Condition 2018; wyd. pol. Wydawnictwo Mag 2023, współwydane z Wszystkie wskaźniki czerwone), Hugo 2019, Locus 2019
- Protokół buntu (Rogue Protocol, 2018; wyd. pol. Wydawnictwo Mag 2024, współwydane ze Strategia wyjścia)
- Strategia wyjścia (Exit Strategy, 2018; wyd. pol. Wydawnictwo Mag 2024, współwydane ze Protokół buntu)
- Compulsory (2018, miniatura literacka)
- Obsolescence (2019, miniatura literacka)
- Home: Habitat, Range, Niche, Territory (2020, miniatura literacka)
- Efekt sieci (Network Effect  2020; wyd. pol. Wydawnictwo Mag 2024), Hugo 2021, Nebula 2020, Locus 2021
- Telemetria zbiegów (Fugitive Telemetry 2021, zapowiedź wyd. polskiego[5])
- Zapaść systemu (System Collapse 2023, zapowiedź wyd. polskiego[5])

### Inne opowiadania
- Ciernie (Thorns 1995, „Realms of Fantasy”)
- Bad Medicine (1997, „Realms of Fantasy”)
- Wolf Night (2006, „Lone Star Stories”)
- Reflections (2007, „Black Gate Magazine”)
- Holy Places (2007, „Black Gate Magazine”)

### Teksty krytyczne
- Don't Make Me Tongue You: John Crichton and D'Argo and the Dysfunctional Buddy Relationship (2005, Farscape Forever, ISBN 1-932100-61-X)
- Neville Longbottom: the Hero With a Thousand Faces (2006, Mapping the World of Harry Potter, ISBN 1-932100-59-8)

## Nagrody
- Żywioł Ognia
  - 1993, nominacja do nagrody Comptona Crooka
  - 1994, nominacja do nagrody Williama L. Crawforda
- Śmierć nekromanty
  - 1998, nominacja do nagrody Nebula
- Wszystkie wskaźniki czerwone
  - 2017, Nebula; 2018, Hugo za najlepsze opowiadanie
- Sztuczny stan
  - 2019, Hugo; 2019, Locus za najlepsze opowiadanie
- Efekt sieci
  - 2020, Nebula; 2021 Hugo, Locus za najlepszą powieść
- Pamiętniki Mordbota
  - 2021, Hugo za najlepszą serię
- Zapaść systemu (2023)
  - 2024, Locus za najlepszą powieść
- Witch King (2023)
  - 2024, Locus za najlepszą powieść fantasy

W 2022 Martha Wells nie przyjęła nominacji do nagrody Nebula w kategorii opowiadanie za 2021 rok za Fugitive Telemetry, tłumacząc, że seria Pamiętniki Mordbota zdobyła już wcześniej dwie nagrody Nebula i że ustępuje miejsca innym pisarzom. Pisarka podobnie odrzuciła nominacje do Nebuli i nagrody Hugo w kategorii Powieść za Zapaść systemu w 2024.

## Charakterystyka twórczości
Podobnie jak Ellen Kushner, Emma Bull czy Susanna Clarke, Wells bywa kojarzona z odmianą fantasy zwaną fantasy of manners. Jej powieści charakteryzują się socjologicznie ciekawym i dopracowanym obrazem społeczeństwa (Wells jest antropologiem z wykształcenia) oraz pogłębionym psychologicznym rysunkiem postaci. Inspiracje literackie tradycjami powieści europejskiej widoczne są najlepiej w Śmierci nekromanty, wyraźnie inspirowanej przez powieść Hrabia Monte Christo Aleksandra Dumasa ojca.